# Rajdowe Samochodowe Mistrzostwa Polski 2025
Ten artykuł dotyczy trwającego lub niedawnego wydarzenia sportowego. Informacje w nim zamieszczone mogą się zmienić lub zdezaktualizować wraz z postępem zdarzenia. Początkowe doniesienia, wyniki lub statystyki mogą być niepewne. Ostatnie aktualizacje do tego artykułu mogą nie odzwierciedlać najbardziej aktualnych informacji.
Rajdowe Samochodowe Mistrzostwa Polski 2025 to sezon rajdów samochodowych rozgrywanych w roku 2025, mający na celu wyłonienie najlepszego kierowcy wraz z pilotem na polskich drogach, organizowany przez Polski Związek Motorowy. 

## Kalendarz
W kalendarzu RSMP 2025 zaplanowano siedem rund, sześć na asfalcie i jedną szutrową. W porównaniu z rokiem ubiegłym doszły dwa rajdy Rajd Polski i po raz pierwszy w historii RSMP Rajd Nyski.
| Runda | Data               | Nazwa rajdu                  | Baza rajdu        | Nawierzchnia | Zwycięzca       |
| ----- | ------------------ | ---------------------------- | ----------------- | ------------ | --------------- |
| 1     | 25-27 kwietnia     | 53. Rajd Świdnicki           | Świdnica          | Asfalt       | Jakub Matulka   |
| 2     | 24-25 maja         | 10. Rajd Nadwiślański        | Puławy            | Asfalt       | Jakub Matulka   |
| 3     | 13-15 czerwca      | 81. Rajd Polski              | Mikołajki         | Szuter       | Mikołaj Marczyk |
| 4     | 11-12 lipca        | 5. Valvoline Rajd Małopolski | Maków Podhalański | Asfalt       | Jakub Matulka   |
| 5     | 7-9 sierpnia       | 34. Rajd Rzeszowski          | Rzeszów           | Asfalt       | Mikołaj Marczyk |
| 6     | 19-21 września     | 9. Rajd Śląska               | Chorzów           | Asfalt       |                 |
| 7     | 10-12 października | 5. Rajd Nyski                | Nysa              | Asfalt       |                 |

## Wyniki
| Runda | Nazwa Rajdu                              | Podium  | Podium              | Podium                | Podium    |
| Runda | Nazwa Rajdu                              | Miejsce | Kierowca            | Samochód              | Czas      |
| ----- | ---------------------------------------- | ------- | ------------------- | --------------------- | --------- |
| 1     | Rajd Świdnicki (25–27 kwietnia) – Wyniki | 1       | Jakub Matulka       | Škoda Fabia RS Rally2 | 1:14:33.8 |
| 1     | Rajd Świdnicki (25–27 kwietnia) – Wyniki | 2       | Jarosław Szeja      | Škoda Fabia RS Rally2 | +32.4     |
| 1     | Rajd Świdnicki (25–27 kwietnia) – Wyniki | 3       | Grzegorz Grzyb      | Škoda Fabia RS Rally2 | +33.9     |
|       |                                          |         |                     |                       |           |
| 2     | Rajd Nadwiślański (24–25 maja) – Wyniki  | 1       | Jakub Matulka       | Škoda Fabia RS Rally2 | 1:10:21.4 |
| 2     | Rajd Nadwiślański (24–25 maja) – Wyniki  | 2       | Jarosław Szeja      | Škoda Fabia RS Rally2 | +6.0      |
| 2     | Rajd Nadwiślański (24–25 maja) – Wyniki  | 3       | Grzegorz Grzyb      | Škoda Fabia RS Rally2 | +33.3     |
|       |                                          |         |                     |                       |           |
| 3     | Rajd Polski (13–15 czerwca) – Wyniki     | 1       | Mikołaj Marczyk     | Škoda Fabia RS Rally2 | 1:39:02.7 |
| 3     | Rajd Polski (13–15 czerwca) – Wyniki     | 2       | Jakub Matulka       | Škoda Fabia RS Rally2 | +2:25.9   |
| 3     | Rajd Polski (13–15 czerwca) – Wyniki     | 3       | Jakub Brzeziński    | Citroën C3 Rally2     | +4:35.4   |
|       |                                          |         |                     |                       |           |
| 4     | Rajd Małopolski (11–12 lipca) – Wyniki   | 1       | Jakub Matulka       | Škoda Fabia RS Rally2 | 1:21:48.0 |
| 4     | Rajd Małopolski (11–12 lipca) – Wyniki   | 2       | Grzegorz Grzyb      | Škoda Fabia RS Rally2 | +40.9     |
| 4     | Rajd Małopolski (11–12 lipca) – Wyniki   | 3       | Łukasz Byśkiniewicz | Škoda Fabia RS Rally2 | +1:01.7   |
|       |                                          |         |                     |                       |           |
| 5     | Rajd Rzeszowski (7–9 sierpnia) – Wyniki  | 1       | Mikołaj Marczyk     | Škoda Fabia RS Rally2 | 1:26:23.1 |
| 5     | Rajd Rzeszowski (7–9 sierpnia) – Wyniki  | 2       | Jakub Matulka       | Škoda Fabia RS Rally2 | +51.3     |
| 5     | Rajd Rzeszowski (7–9 sierpnia) – Wyniki  | 3       | Grzegorz Grzyb      | Škoda Fabia RS Rally2 | +58.9     |
|       |                                          |         |                     |                       |           |

## Klasyfikacja kierowców RSMP 2025 po 5. rundach
Punkty otrzymuje 15 pierwszych zawodników, którzy ukończą rajd według klucza:
| Miejsce | 1  | 2  | 3  | 4  | 5  | 6  | 7  | 8  | 9 | 10 | 11 | 12 | 13 | 14 | 15 |
| Punkty  | 30 | 24 | 21 | 19 | 17 | 15 | 13 | 11 | 9 | 7  | 5  | 4  | 3  | 2  | 1  |

Dodatkowe punkty zawodnicy zdobywają za ostatni odcinek specjalny zwany Power Stage, punktowany: za zwycięstwo – 5, drugie miejsce – 4, trzecie – 3, czwarte – 2 i piąte – 1 punkt.
| Miejsce | 1 | 2 | 3 | 4 | 5 |
| Punkty  | 5 | 4 | 3 | 2 | 1 |

W tabeli uwzględniono miejsce, które zajął zawodnik w poszczególnym rajdzie, a w indeksie górnym umieszczono miejsce zajęte na ostatnim, dodatkowo punktowanym odcinku specjalnym tzw. Power Stage.
| Poz. | Kierowca            | Świdnicki | Nadwiślański | Polski | Małopolski | Rzeszowski | Śląska | Nyski | Suma punktów |
| ---- | ------------------- | --------- | ------------ | ------ | ---------- | ---------- | ------ | ----- | ------------ |
| 1    | Jakub Matulka       | 13        | 1            | 23     | 1          | 2          |        |       | 154          |
| 2    | Grzegorz Grzyb      | 35        | 3            | NU     | 2          | 3          |        |       | 102          |
| 3    | Jarosław Kołtun     | 42        | NU           | 62     | 43         | 64         |        |       | 83           |
| 4    | Jakub Brzeziński    | 54        | 54           | 34     | NU         | 42         |        |       | 82           |
| 5    | Łukasz Byśkiniewicz | 6         | 175          | 45     | 34         | 51         |        |       | 77           |
| 6    | Mikołaj Marczyk     |           |              | 1      |            | 1          |        |       | 70           |
| 7    | Jarosław Szeja      | 21        | 2            | NU     |            |            |        |       | 53           |
| 8    | Jakub Ulanowski     | NU        | 6            |        | 5          | 9          |        |       | 42           |
| 9    | Marcin Górny        | 11        | 8            |        | 6          | 11         |        |       | 36           |
| 10   | Zbigniew Gabryś     | NU        | 4            | NU     | NU         | 7          |        |       | 32           |
| 11   | Piotr Krotoszyński  | 8         |              | 5      |            |            |        |       | 28           |
| 12   | Marcin Kowal        | 12        | 7            |        | 8          | NU         |        |       | 28           |
| 13   | Adrian Łabuda       | 21        | 18           | 7      | NU         | 8          |        |       | 24           |
| 14   | Adam Rachfał        | NU        |              |        | 7          | 10         |        |       | 20           |
| 15   | Hubert Kowalczyk    | 9         |              | 8      |            |            |        |       | 20           |
| 16   | Marek Mularczyk     | 13        | 11           | 15     | 10         | 13         |        |       | 19           |
| 17   | Paweł Hurko         | 14        | 12           |        | 9          | 14         |        |       | 17           |
| 18   | Sergiusz Janowski   | 22        | 10           | 11     | NU         | 12         |        |       | 16           |
| 19   | Michał Chorbiński   | 7         | NU           | NU     | NU         | NU         |        |       | 13           |
| 20   | Tomasz Bargiel      |           | 9            |        | NU         |            |        |       | 9            |
| 21   | Jacek Januchta      | 19        | 13           |        | 11         | 16         |        |       | 8            |
| 22   | Tadeusz Bieńko      | NU        | NU           | 10     |            |            |        |       | 7            |
| 23   | Małgorzata Prus     |           |              | 13     | 12         | 17         |        |       | 7            |
| 24   | Krzysztof Stańdo    | 18        | 14           |        | 14         | 19         |        |       | 4            |
| 25   | Adrian Michalak     | 17        |              |        | 13         | NU         |        |       | 3            |
| 26   | Dominik Ziobro      | NU        | 15           |        | 15         | 20         |        |       | 2            |
| 27   | Michał Anaszkiewicz | 15        | NU           |        | NU         | NU         |        |       | 1            |
| 27   | Tomasz Król         | NU        |              |        |            | 15         |        |       | 1            |
| X    | Igor Widłak         |           |              | 9      |            |            |        |       | 9            |
| X    | Szymon Talik        | 10        |              |        |            |            |        |       | 7            |
| X    | Damian Jakubowiak   |           |              | 12     |            |            |        |       | 4            |
| X    | Daniel Godlewski    |           |              | 14     |            |            |        |       | 2            |
| Poz. | Kierowca            | Świdnicki | Nadwiślański | Polski | Małopolski | Rzeszowski | Śląska | Nyski | Suma punktów |